# مرالس د کامپس
مرالس د کامپس (به اسپانیایی: Morales de Campos) یک شهرستان در اسپانیا است که در استان وایادولید واقع شده‌است.